# ラー・カイラム
- 機動戦士ガンダム 逆襲のシャア > ラー・カイラム
- 機動戦士ガンダムUC > ラー・カイラム

ラー・カイラム（Ra Cailum）は、アニメ作品群『ガンダムシリーズ』のうち、宇宙世紀を舞台にした作品に登場する架空の兵器。地球連邦軍所属のラー・カイラム級（一部の資料ではカイラム級とするものもある）機動戦艦1番艦である。艦長はブライト・ノア。

## 設定解説
十分なモビルスーツ (MS) 運用能力と高い砲戦能力（連装メガ粒子砲4基搭載）を両立させた高性能艦。
地球連邦軍外郭部隊ロンド・ベル隊の旗艦であり、砲撃戦能力とMS運用能力を重視した、新たな連邦軍の主力艦艇である。対MS戦闘における対空戦闘能力も高く、劇中ではネオ・ジオン軍のMSの接近をほとんど許さなかった。そのため、前線においても単艦で充分に戦線を構築することができる。通常ブリッジと戦闘ブリッジの2つの艦橋を持っており、戦闘ブリッジは脱出ポッドとしても機能する。艦の両舷に1基ずつ発進用カタパルトを持ち、後部には着艦専用甲板を持つ。また、船体左右のエンジンブロック下部に艦の全長の半分ほどの長さを持つ大型放熱板を1基ずつ、計2基装備している。
その設計や武装・エンジン配置などの随所には、サラミス級やマゼラン級、アレキサンドリア級など歴代の連邦軍宇宙艦艇の面影が見られ、それらの集大成ともいうべき艦となっている。
また、同時期に就役したクラップ級とは、艦橋構造物、エンジンおよびその配置、2枚の放熱板や各種武装などの基本設計が共通しており、連携した運用が行われていた。
なお、『機動戦士ガンダム 逆襲のシャア』と『機動戦士ガンダムUC』ではデザインに若干の差異があり、各種砲塔が近代化改修後のネェル・アーガマと同型のものに換装されていること、後部着艦専用甲板裏面に連装メガ粒子砲が増設されていることに加え、各所のカラーリングが変更されている。
後述のように、開発から50年以上が経過しても同型艦が運用され続けている。

## 劇中での活躍
『機動戦士ガンダム 逆襲のシャア』
宇宙世紀0093年を舞台とする本作では、ロンド・ベル隊旗艦として登場し、本艦艦長を兼任する同隊司令ブライト・ノア大佐による指揮のもと、新生ネオ・ジオンによる小惑星アクシズの地球への落下作戦を阻止すべく行動する。物語冒頭、本艦とロンド・ベル隊所属のクラップ級五隻からなる艦隊によって新生ネオ・ジオン艦隊による5thルナ落としの阻止に当たるがこれは失敗、5thルナはラサに落下した。それを受けスペースコロニーの一つロンデニオンで地球連邦政府と新生ネオ・ジオン間の極秘の和平交渉が行われた際、その陽動として襲撃してきた新生ネオ・ジオンの部隊とロンド・ベル隊は交戦、ラー・カイラムは艦首を破損している。その後ロンデニオンにて修理、補給、及びアクシズに関する情報の入手と極秘での核弾頭の受け取りを行いアクシズ追撃作戦を開始。アクシズを艦首ミサイルに搭載した核弾頭で破壊しようとするも新生ネオ・ジオンのMS隊に阻まれる。ブライト以下数名がアクシズを爆破すべく内部に侵入している間は副長メランが本艦に残って戦闘指揮を執り、ブライトの帰艦まで艦を守り切った。爆破後もなお落下軌道にあるアクシズの破片に対し、ブライトは本艦を接触させて押し返そうとするもクルーに制止され、最終的にサイコフレームの共鳴による破片の落下軌道離脱を見守ることとなった。
『機動戦士ガンダムUC』
宇宙世紀0096年を舞台とする本作でも引き続きロンド・ベル隊旗艦であり、『逆襲のシャア』と同じく本艦艦長と同隊司令を兼任するブライトが指揮する。OVA版では、ジオン軍残党の襲撃を受け連邦政府首都ダカールへ急行するシーンで初めて登場。トライスターのジェスタ隊、そして後に合流するリディ・マーセナスが駆るデルタプラスらの母艦として、「ラプラス事変」に参戦している。ジオン軍残党がオーストラリア・トリントン基地を襲撃した際にも防衛のためにMS隊を派遣しており、戦闘終了後には同じく戦闘に参加していたユニコーン、バンシィの両機を一時的に収容している。その後、ガランシェールを追跡して一度は宇宙へ上がるものの、同貨物船は囮として放棄された後であり、これによって「ラプラスの箱」の所在情報を失ってしまう。しかし、地球連邦政府上層部が独断でコロニーレーザーによる「箱」の隠滅を図っていることを知ると、そのコントロールセンター「カフカスの森」を強襲するため、再度地球へ降下している。これら劇中の活躍より、大気圏飛行能力および大気圏突入能力を持つことが明示された。
小説版ではミノフスキー・クラフト・エンジン搭載実験艦として登場し、同エンジンおよび新型MSの重力下試験のために地球へ降下しているが、トリントン基地へ寄航した際にはジオン公国残党のMSに奇襲され、上部砲塔3基と右舷機関部に甚大な被害を受けた。
『機動戦士ガンダム 閃光のハサウェイ』
宇宙世紀0105年を舞台とする本作の小説版では、ロンド・ベル隊を再編した第13独立艦隊に編入されている。反地球連邦組織「マフティー・ナビーユ・エリン」掃討作戦を行うキルケー部隊を支援するため、ビーム・バリアーを展開して大気圏内へ降下する。ミノフスキー・クラフトを使用し、重力下でも運用されている。

## 艦載機
宇宙世紀0093年時
- RGM-89 ジェガン
- RGZ-91 リ・ガズィ
- RX-93 νガンダム
  - RX-93-ν2 Hi-νガンダム（小説『ベルトーチカ・チルドレン』のみ）

- 89式ベースジャバー（MS宇宙用サブフライトシステム）

宇宙世紀0096年時
- RGM-96X ジェスタ
  - RGM-96X ジェスタ・キャノン

- RGZ-91 リ・ガズィ
- RX-0 バンシィ
- MSN-001A1 デルタプラス
- RX-160S-2 バイアラン・カスタム２号機（漫画『機動戦士ガンダムUC バンデシネ』のみ）
- ベースジャバー（MS大気圏内用サブフライトシステム）
- 89式ベースジャバー（MS宇宙用サブフライトシステム）

## 乗組員
劇中で名が明かされている人物に限る。
宇宙世紀0093年時
艦長
- ブライト・ノア大佐

副長
- メラン

パイロット
- アムロ・レイ大尉
- ケーラ・スゥ中尉

メカニック
- チェーン・アギ准尉
- ベルトーチカ・イルマ（小説『ベルトーチカ・チルドレン』のみ）
- アストナージ・メドッソ
- アンナ・ハンナ

宇宙世紀0096年時
艦長
- ブライト・ノア大佐

副長
- メラン

パイロット
- ソートン中佐
- ドット少佐
- ナイジェル・ギャレット大尉
- ダリル・マッギネス中尉
- ワッツ・ステップニー中尉
- リディ・マーセナス少尉（一時の配属、後に離脱）

メカニック
- ハナン曹長

その他
- アルベルト・ビスト（小説『機動戦士ガンダムUC』のみ）

宇宙世紀0105年時
艦長
- ブライト・ノア大佐

副長
- シーゲン・ハムサット

## 同型艦

### ラー・グスタ
Rah Guster
劇場アニメ『機動戦士ガンダムF91』に登場。フロンティアサイド駐留軍所属で、クロスボーン・バンガード (C・V) にフロンティア・サイドが占領された際には、ダミー隕石に艦体を隠してフロンティアIVに接近し、C・Vの中心人物がいる迎賓館近くをコロニーの外から直接メガ粒子砲で攻撃、迎賓館周辺に集まっていた避難民に多数の死傷者を出す。その後の去就は不明。カタパルトが薄黄色、カタパルト・デッキ周縁が赤で塗り分けられている。なお、小説版ではクラップ級巡洋艦がこの役割を担っている。
フロンティアサイド駐留軍にはこのほかにも艦名不詳の1隻が所属しており、C・Vとの艦隊戦に参加している。また、これとは別の1隻が月からの増援艦隊のひとつとして出撃するが、ラフレシアの攻撃を受け轟沈する。

### ジャンヌ・ダルク
テレビアニメ『機動戦士Vガンダム』に登場。基礎設計より50年以上が経過しており、戦艦としては旧式化しているが、同時代の戦艦に標準搭載のビームシールドを搭載するなど、新世代化改装を施されている。カタパルト・デッキ周縁がオレンジ色で塗り分けられている。ムバラク・スターン提督の乗艦で、当時の連邦軍主力宇宙艦隊の総旗艦である。
艦隊共々リガ・ミリティアに協力する。クライマックスではザンスカール艦隊に特攻を仕掛け、クロノクル・アシャーのリグ・コンティオに通常ブリッジを破壊されるが、そのままズガン艦隊旗艦ダルマシアンに特攻し、ズガン艦隊を道連れに轟沈する。
なお、テレビシリーズへの登場にあたり、劇場版での設定画より描線を簡略化した画稿が新たに用意された。

### 映像作品以外
アドミラル・ティアンム
漫画『機動戦士ガンダムF90』に登場。艦長はノヴォトニー。チェンバロ作戦最高司令官ティアンムの功績を讃えるべく、名が付けられた。カタパルト部分がラー・カイラムと異なっており、艦に垂直に近い角度に配されている。
登場当初は第13独立機動艦隊を基とする第13実験戦隊の旗艦としてガンダムF90のテストをおこなうが、火星独立ジオン軍（オールズモビル）によってF90 2号機が強奪された後は再び第13独立機動艦隊の旗艦となり、オールズモビル掃討作戦のため火星に派遣される。最終的には、ノヴォトニーが味方もろとも核攻撃を開始しようとして反対する部下と揉めているところ、オールズモビルが発射したオリンポス・キャノンが直撃して轟沈した。
エイジャックス
漫画『機動戦士ガンダム シルエットフォーミュラ91』及び漫画『機動戦士ガンダムF90 ファステストフォーミュラ』に登場。
『シルエットフォーミュラ91』では特務部隊である「第306部隊」の旗艦。306部隊長のバズ・ガレムソン大佐が艦長を兼任しているが、ガレムソンがネオガンダム1号機に搭乗して出撃してからは、副官のドーフマン大尉が指揮を執っていた。
0123年のゼブラゾーン事件ではネオガンダムのテストの傍ら、ガレムソンの嗜好でそれも兼ねてネオ・ジオン残党討伐の名を借りた難民虐殺を行っていた。それを知ったトキオ・ランドールたちの実験船ブレイウッドが難民コロニー内に逃げ込むと、コロニーごと葬り去るべく砲撃しようとするが、トキオが奪取したネオガンダム2号機によって全力出力のGバードでコロニー内から狙撃され、ブリッジを破壊されてそのまま轟沈する。
『ファステストフォーミュラ』では過去が描かれており、0116年に連邦軍第2特別実験戦団「ファステストフォーミュラ (FF)」の旗艦として就航する。
エイブラム
ゲーム『機動戦士ガンダムF91 フォーミュラー戦記0122』に登場。艦長はワイブル・ガードナー中佐。
MSデッキのドア周りの色が青いのが特徴。第13反地球連邦組織討伐部隊の旗艦として、F90の移送及びオールズモビル討伐の任務に当たる。
ガーパイク
漫画『機動戦士ガンダムF91プリクエル』に登場。艦長はシェル・バークスであるが、彼は本艦を「巡洋艦」と呼んでいる。C・V侵攻直前の次期主力MS競合試験において、F91ヴァイタルの母艦となる。